# 凯迈奈什米哈伊福
凯迈奈什米哈伊福，是匈牙利沃什州所辖的一个村，总面积17.81平方公里，总人口513，人口密度28.8人/平方公里（2010年1月1日）。